# Врања (Бугарска)
Врања (буг. Враня) је насељено место у општини Сандански у области Благоевград, Бугарска. Према попису из 2021. године било је 95 становника.
Према бугарском географу и историчару, Василу Канчову, у Врањи је 1900. године живело 480 Словена хришћана.